# Louis-Marcel Richardet
Louis-Marcel Richardet (* 17. Mai 1864; † 14. Januar 1923) war ein Schweizer Sportschütze. Er nahm sowohl an den Olympischen Sommerspielen 1900 in Paris als auch an den Olympischen Zwischenspielen 1906 in Athen teil und konnte alleine und in der Mannschaft insgesamt fünf olympische Gold- und eine Silbermedaille erringen. Bei den Zwischenspielen war er der erfolgreichste Athlet und gewann darüber hinaus in den inoffiziellen Wettbewerben mit dem Freien Gewehr im Liegen sowie kniend je den Preis für den zweiten Platz.